# Episodi di One Piece (settima stagione)
Questa lista comprende la settima stagione della serie televisiva anime One Piece, prodotta da Toei Animation, diretta da Kōnosuke Uda e tratta dall'omonimo manga di Eiichirō Oda.
La settima stagione si intitola Fuga! Saga della fortezza navale e dei pirati di Foxy (脱出!海軍要塞&フォクシー海賊団篇?, Dasshutsu! Kaigun yosai & Fokushī kaizokudan hen) e raggruppa gli episodi dal 196 al 228. In essa, dopo che i protagonisti riescono a fuggire dalla fortezza Navarone, giungono a Longring Longland e vengono sfidati al Davy Back Fight dai pirati di Foxy. I 33 episodi sono andati in onda su Fuji TV dal 20 giugno 2004 al 27 marzo 2005 e in Italia dall'8 luglio al 22 agosto 2008. L'episodio 207 è il primo della serie trasmesso in alta definizione con un aspect ratio di 16:9; nell'edizione italiana gli episodi dal 207 in poi sono stati trasmessi in 4:3 pan and scan fino all'episodio 504.
Le sigle di apertura adottate sono Bon voyage! dei Bon-Bon Blanco fino all'episodio 206 e Kokoro no chizu (ココロのちず?) delle BOYSTYLE per i restanti, mentre le sigle di chiusura sono DREAMSHIP di Aiko Ikuta per gli episodi dal 196 al 206 e Mirai kōkai (未来航海?) di Tackey & Tsubasa per i restanti. L'edizione italiana ha adottato invece come sigla unica di apertura e di chiusura Pirati all'arrembaggio di Cristina D'Avena e Antonio Divincenzo.

## Lista episodi
| Nº  | Titolo italiano Giapponese 「Kanji」 - Rōmaji - Traduzione letterale | In onda           | In onda        |
| Nº  | Titolo italiano Giapponese 「Kanji」 - Rōmaji - Traduzione letterale | Giapponese        | Italiano       |
| 196 | Il mistero della nave fantasma 「非常事態発令！悪名高き海賊船潜入！」 - Hijō jitai hatsurei! Akumei takaki kaizoku sen sennyū! – "Il lancio dell'allarme di pericolo! Un'infame nave pirata ha invaso!" | 20 giugno 2004    | 8 luglio 2008  |
| 196 | Gli uomini della base G-8 della marina all'improvviso vedono la nave cadere dal cielo proprio nella loro baia. I testimoni credono che si tratti di una nave fantasma: solo il capitano Drake sostiene che sia la nave dei pirati di Rufy. Decine di soldati perlustrano la Going Merry e il vice-ammiraglio Jonathan conferma la teoria di Drake. Per questo ordina ai suoi sottoposti di aumentare la sorveglianza del perimetro e a perlustrare la base per catturarli. I compagni di Rufy sono stati divisi dalla caduta nel mare blu e separatamente riflettono su come non farsi scoprire e come andarsene. Solo Rufy gira per la base tranquillamente. |                   |                |
| 197 | Il talento di Sanji 「料理人サンジ！海軍食堂で真価発揮！」 - Ryōri jin Sanji! Kaigun shokudō de shinka hakki! – "Il cuoco Sanji! Fai vedere la tua forza nella mensa della Marina militare!" | 4 luglio 2004     | 9 luglio 2008  |
| 197 | Il mattino successivo la Going Merry viene trainata in un'officina della base per essere ulteriormente ispezionata. All'improvviso due navi della marina giungono alla base e chiedono di entrare per potere curare i feriti; così Jonathan lo consente. Nami vaga per la base e si traveste. Si imbatte in Zoro che invece non fa nulla per passare inosservato e lo obbliga a restare fermo in un angolo della base gettando le sue spade su un cespuglio difficile da raggiungere. Anche Rufy e Sanji si travestono da cuochi della Marina e raggiungono le cucine. Lì vengono scambiati per i due cuochi che dovevano giungere da Marijoa i quali avevano chiesto informazioni a Nami per raggiungere le cucine e che li ha indirizzati da un'altra parte della base. Rufy e Sanji vengono accolti con diffidenza da Jessica, che pretende che essi mostrino le loro capacità. Sanji surclassa i cuochi in servizio, mentre Rufy mangia moltissimo cibo. Nel frattempo Zoro riesce a recuperare le sue spade ma cade in acqua; quando riemerge si ritrova circondato dai marine, che lo arrestano. |                   |                |
| 198 | Zoro in prigione e Chopper in sala operatoria 「囚われたゾロとチョッパー緊急執刀！」 - Toraware ta Zoro to Choppā kinkyū shittō! – "L'imprigionamento di Zoro e l'operazione di emergenza di Chopper!" | 11 luglio 2004    | 10 luglio 2008 |
| 198 | Zoro, interrogato da Drake, rivela come è giunto nella base G-8, ma non viene creduto. In un altro punto della base Chopper viene inseguito da alcuni soldati e finisce per nascondersi in una cassa che poi viene portata in infermeria. Nami, che ha cambiato travestimento, viene portata in infermeria per aiutare i dottori a curare i feriti della Stan Murray. La dottoressa Kobato perde i sensi perché è emofobica. Chopper le infonde il coraggio di operare e la assiste, nonostante le insistenze di Nami di dare la priorità alla fuga. Drake viene informato della presenza di Nami, così Drake si precipita a investigare. Deve rinunciare per dare priorità alle cure mediche, ma lascia alcuni uomini di guardia all'esterno della sala operatoria. Nel frattempo Jonathan si dirige verso le cucine, dove si trovano Rufy e Sanji. |                   |                |
| 199 | Usopp finisce in prigione 「迫る海軍の捜査網！囚われた二人目！」 - Hagaru kaigun no sōsa mō! Toraware ta ni nin me! – "La rete di ricerca della Marina si avvicina! Il secondo detenuto!" | 18 luglio 2004    | 11 luglio 2008 |
| 199 | Robin e Usop si accorgono che la Going Merry è stata trainata altrove. Robin suggerisce di restare calmi e cercare una via di fuga, ma Usop preferisce correre subito a cercare la sua preziosa nave. Robin si avvicina alla Stan Murray e nota Sheperd appena sceso che pretende di incontrarsi con Jonathan. Robin lo tramortisce e prende il suo posto, per potere girare liberamente per la base. Rufy, travestito, serve il pranzo a Jonathan, ma viene scoperto; Sanji cerca di portarlo in salvo, ma i due vengono circondati anche dai cuochi. Per loro fortuna irrompono nelle cucine altri cento marine affamati, così nella confusione i pirati riescono a fuggire. Usop si traveste, raggiunge la Going Merry e fa la conoscenza dell'anziano carpentiere Mekao, ma viene immediatamente arrestato da Drake e portato di fronte a Jonathan. Jonathan però ha il sospetto che potrebbe trattarsi del capitano di fregata Sheperd giunto quel mattino dal quartier generale e Usop approfitta dell'equivoco. L'inganno però dura poco perché Robin si presenta nell'ufficio di Jonathan, così Usop viene rinchiuso nella stessa cella di Zoro. Robin si fa consegnare una mappa della base e scopre che esiste un'unica uscita dalla roccaforte per le navi. Rufy e Sanji invece, si dirigono verso le celle per liberare i loro compagni. |                   |                |
| 200 | Operazione salvataggio! 「決死のルフィとサンジ！救出大作戦！」 - Kesshi no Rufi to Sanji! Kyūshutsu dai sakusen! – "La determinazione di Rufy e Sanji! La grande manovra di fuga!" | 8 agosto 2004     | 14 luglio 2008 |
| 200 | Poiché Usop è stato arrestato con un'uniforme della marina, tutti i soldati ricevono l'ordine di arrestare gli sconosciuti indipendentemente dal vestito. Per questo motivo Sheperd al suo risveglio, viene circondato e gettato nella stessa cella di Zoro e Usop. Questi comprende la situazione e vanifica tutti gli sforzi di Sheperd di farsi rilasciare. Rufy e Sanji continuano a cercare le prigioni per liberare i loro compagni. Jonathan intuendo la loro mossa, decide di lasciarli arrivare fino alla meta per poi farli cadere in un agguato. Altri soldati inoltre, sorvegliano Robin, non convinti che si tratti di Sheperd. Mekao raggiunge le celle e parla con Usop della Going Merry. Prima che Mekao possa esporre la sua idea riguardo alla sua identità, viene trascinato via da alcuni uomini di Drake in modo che possano catturare i compagni dei prigionieri quando li raggiungeranno. Poco dopo infatti, Rufy e Sanji si presentano di fronte ai loro amici e vengono circondati. Usop suggerisce a Sanji di usare un impact dial per aprire la cella, ma per errore viene utilizzato un flavour dial. Il gas che ne esce esplode quando entra in contatto con le fiamme delle lampade, scardinando le celle e mettendo fuori gioco tutti i marine. I quattro pirati si danno così alla fuga, venendo inseguiti. |                   |                |
| 201 | Lo scontro sul ponte 「熱血特別部隊参戦！ブリッジ攻防戦！」 - Nekketsu tokubetsu butai sansen! Burijji kōbōsen! – "La brigata Tempesta entra in battaglia! La battaglia sul ponte!" | 5 settembre 2004  | 15 luglio 2008 |
| 201 | Rufy, Zoro, Sanji e Usop continuano la loro corsa lungo i corridoi della base inseguiti dalla marina. Jonathan però ordina agli inseguitori di non affrontarli direttamente, ma di ripiegare al molo dove è ancorata la Going Merry, certo che la loro meta sia quella. Per dare il tempo ai suoi uomini di raggiungere l'obiettivo ordina alla brigata tempesta di posizionarsi sul ponte di ferro che unisce le due parti della base per rallentare l'avanzata della ciurma. Nella sala operatoria della base, Chopper e Nami riescono a trarre in inganno i due marine di guardia e Kobato decide di accompagnarli al molo per sdebitarsi dell'aiuto ricevuto. Intanto i quattro pirati giungono in mezzo al ponte e si ritrovano circondati dalla brigata tempesta. All'inizio rischiano di essere catturati, ma Rufy distrugge una sezione del ponte e fa precipitare tutti in acqua. Il gruppo riesce a raggiungere la Going Merry, ma finisce nell'ennesima imboscata. Chopper, Nami e Kobato li raggiungono pochi istanti dopo. |                   |                |
| 202 | Una fuga improvvisata 「包囲網突破！奪還ゴーイングメリー号」 - Houi mō toppa! Dakkan Goingu Merī Gō – "Irrompendo tra le linee nemiche! La ripresa della Going Merry" | 12 settembre 2004 | 16 luglio 2008 |
| 202 | Pochi minuti prima dell'arrivo di Nami e Chopper i loro quattro compagni avevano iniziato ad affrontare i soldati. Molti dei nemici erano stati sconfitti, ma Rufy era finito per essere intrappolato in una rete. Per questo l'improvviso arrivo dei due gli permette di salvarsi. Kobato inizia a sostenere di essere in ostaggio e Nami la imita. Drake, ingannato, ordina ai suoi uomini di abbassare le armi e di ritirarsi. I pirati avanzano lentamente verso la Going Merry, ma vengono distratti in modo che la marina possa portare in salvo Kobato, mentre il tentativo di salvare Nami fallisce. Drake ordina comunque di andare all'attacco, ma Mekao ha sbloccato la nave in modo che essa inizi a scivolare in mare; la ciurma quindi salta a bordo e fugge. Durante la navigazione della baia interna alla base, Robin raggiunge i suoi compagni; nel frattempo la marina apre il fuoco e inizia un inseguimento, perché comprende che Nami non è in ostaggio. Rufy riesce a respingere le palle di cannone verso il cancello della base, distruggendolo, ma prima che la nave possa uscire, Nami fa una terribile scoperta: la marina non ha confiscato loro solo le palle di cannone e la polvere da sparo, ma ha anche rubato il tesoro ottenuto a Skypiea. |                   |                |
| 203 | Alla ricerca del tesoro 「消えた海賊船！要塞攻防第2ラウンド」 - Kie ta kaizoku sen! Yōsai kōbō dai 2 raundo – "La scomparsa della nave pirata! Difesa nell'isola-fortezza, round 2" | 19 settembre 2004 | 17 luglio 2008 |
| 203 | Nonostante la scarsa visibilità, le navi della marina proseguono l'inseguimento. La ciurma di Rufy, però, decide di non raggiungere il mare aperto, ma decide di tornare indietro per recuperare l'oro che le è stato sottratto. Riescono a schivare le navi che gli vengono incontro e decidono di approdare in uno dei moli ormai abbandonati, per nascondere la Going Merry. Jonathan viene informato che i pirati sembrano essere spariti e intuisce la loro mossa. Nel frattempo la vita alla base torna quella di sempre: Sheperd viene rilasciato e i pasti alla mensa tornano al livello precedente all'arrivo di Sanji. I marine si lamentano e i cuochi implorano Jessica di permettere loro di usare la ricetta fornitagli da Sanji; lei acconsente solo perché è loro dovere fare di tutto per dare energie ai marine della base. I pirati di Rufy al riparo da sguardi indiscreti, non sanno decidere se dare la priorità alla fuga o al recupero dell'oro. Nami li convince a riprendersi ciò che gli spetta e spendere il denaro che ne ricaveranno per riparare la nave. Essa infatti li ha accompagnati dal Mare Orientale fino all'isola del cielo e dopo molte avventure e riparazioni sommarie, ha bisogno di essere rimessa a nuovo. Robin deduce il punto in cui deve essere nascosto il loro oro, ma prima di andare a prenderlo i pirati costruiscono una falsa nave della marina attorno alla loro nave in modo che non ci sia il rischio che venga sequestrata di nuovo. |                   |                |
| 204 | Alla conquista dell'oro perduto 「黄金奪還作戦とウエイバー回収作戦！」 - Ōgon dakkan sakusen to Ueibā kaishuu sakusen! – "Battaglia per il recupero dell'oro e battaglia per la ripresa del waver" | 3 ottobre 2004    | 18 luglio 2008 |
| 204 | A Nami torna in mente di avere lasciato il suo waver in un prato della base. Usop divide la ciurma in due gruppi uno per recuperare il mezzo e l'altro per riprendersi l'oro. Jonathan ordina che tutti gli uomini si preparino: è sicuro che nella notte i pirati faranno nuovamente la loro comparsa. Sheperd, venuto a conoscenza del pericolo, decide di catturare da solo i criminali per fare sfigurare la base G-8 di fronte al quartier generale della marina. Ordina che metà degli uomini giunti con lui anche se feriti, lo seguano, mentre l'altra metà si prepari a inseguire i pirati in caso il primo gruppo fallisca. Il gruppo di Rufy entra nella sezione della base in cui è nascosto l'oro e avanza senza trovare ostacoli. Si tratta infatti dell'ennesima imboscata ordita da Jonathan, così mentre Usop cerca la combinazione che apre la cassaforte, Rufy, Zoro e Robin affrontano i marine. Quando la cassaforte si apre, però i quattro scoprono che essa è vuota. |                   |                |
| 205 | Caccia al tesoro perduto 「一網打尽計画！ジョナサン自信の秘策」 - Ichimōdajin keikaku! Jonasan jishin no hisaku – "Catturati tutti in un colpo! Il segreto della fiducia di Jonathan" | 3 ottobre 2004    | 21 luglio 2008 |
| 205 | Nami e Sanji recuperano il waver e si dirigono nuovamente verso la Going Merry. Il gruppo di Rufy invece viene raggiunto da altri marine, comandati da Shepherd. Shepherd ha intenzione di catturarli personalmente per vendicarsi dell'umiliazione subita e per dimostrare la superiorità del quartier generale della marina nei confronti della base G-8. Impugna un enorme bazooka e apre il fuoco, ma Robin ne prende il controllo e lo usa per sparare sui marine presenti in modo da permettere la sua fuga e quella dei compagni. I quattro si riuniscono con Nami, che intuisce che l'oro deve trovarsi in un posto facilmente intuibile in modo che i pirati vi si dirigano e cadano nell'ennesima trappola di Jonathan. Tale luogo è proprio l'ufficio di Jonathan, così Nami vi si fa accompagnare da Rufy, mentre gli altri tornano alla Going Merry. Dopo essere entrati nell'ufficio sfondando la vetrata i due trovano effettivamente l'oro, ma vengono circondati da molti marine. Rufy viene intrappolato in una rete di agalmatolite, ma Nami usa la sua arma per fulminare tutti i soldati, liberare Rufy e fuggire con l'oro. Shepherd ottiene da Jonathan il permesso di catturare i prigionieri, così ordina alla Pine Peak di raggiungere l'uscita e di affondare la nave pirata non appena apparirà. L'equipaggio di Rufy la segue per localizzare l'uscita, dopodiché la sorpassa e lascia che la struttura di rivestimento usata per camuffare la Merry colpisca la vera nave della marina. Nonostante questo Jonathan non perde la calma, convinto che i pirati non abbiano nessuna possibilità di fuggire. |                   |                |
| 206 | Addio fortezza Navarone 「さらば海軍要塞！脱出への最後の攻防」 - Saraba kaigun yōsai! Dasshutsu e no saigo no kōbō – "Addio, base della Marina! La battaglia finale per la libertà" | 10 ottobre 2004   | 22 luglio 2008 |
| 206 | Jonathan continua a rimanere imperturbabile nonostante la situazione e si rifiuta di spiegare a Sheperd il motivo della sua tranquillità. Le navi della marina che stanno inseguendo la ciurma di Rufy ammainano le vele e gettano l'ancora, rinunciando all'inseguimento. Nami comprende il motivo: la base g 8 è circondata da numerosissimi scogli che affiorano durante la bassa marea, che è iniziata proprio da pochi minuti e la Going Merry riceve molti danni alla chiglia prima di arenarsi completamente all'asciutto. Jonathan contatta i fuggitivi e ordina loro di arrendersi, promettendo che a coloro che non hanno una taglia sulla testa non sarà fatto del male. La ciurma però rifiuta la proposta e decide di utilizzare i dial a sua disposizione per gonfiare nuovamente il polpo usato come mongolfiera per scendere da Skypiea e fuggire. Con il primo colpo di impact dial la nave esce dalla zona di bassa marea e si regge in aria grazie all'animale, mentre con il secondo si dirige verso il mare aperto. Jonathan ordina di sparare con i cannoni e Shepherd tenta di abbatterli con il suo bazooka, ma sbaglia mira e fa franare delle rocce sul cannone. Shepherd incolpa Jonathan del fallimento, ma Jessica lo colpisce con violenza e gli fa perdere i sensi. Jonathan non si dispiace per la fuga dei pirati, sostenendo che il personale militare e civile della base ha collaborato e che ciò lo rende orgoglioso. La ciurma di Rufy intanto, prosegue il suo viaggio. |                   |                |
| 207 | Sbarco a Long Ring Long Land 「ロングリングロングランドの大冒険!」 - Ronguringu rongurando no dai bōken! – "La grande avventura a Longring Longland!" | 31 ottobre 2004   | 23 luglio 2008 |
| 207 | Il polpo balloon si sgonfia di nuovo, perciò la Going Merry torna a navigare normalmente. A Jaya, Bellamy e Cirkeys stanno duellando contro la loro volontà: Do Flamingo è infatti giunto sull'isola per punire i due di aver gettato nel disonore il suo simbolo. Cirkeys non può fare nulla per sfuggire al controllo di Doflamingo e colpisce Bellamy con la sua arma. Nel frattempo la ciurma di Rufy si imbatte in una nave senza vele né bandiera e con un equipaggio depresso. All'improvviso un'onda anomala causata da delle scimmie di mare si avvicina e mentre la Going Merry inizia ad allontanarsi, gli uomini dell'altra nave si muovono in maniera scoordinata, finendo per essere travolti. La ciurma ipotizza che la nave sia reduce di una battaglia, ma essa non ha alcun graffio. Questo fa insospettire Usop. Intanto Robin avvista un'isola in lontananza e la ciurma entra in un fitto banco di nebbia. Quando raggiungono la costa, la nebbia si dirada e la ciurma scopre che l'isola è molto vasta, completamente pianeggiante. Rufy Usop e Chopper sbarcano e si imbattono in animali eccezionalmente alti, lunghi e magri; poi scorgono in lontananza una casa e decidono di raggiungerla. L'edificio è disabitato, ma nelle vicinanze si trova una cavalla e due canne di bambù che si muovono; Rufy attacca le piante e da esse sembra uscire Tonjit. La Going Merry viene bloccata da un'altra nave molto più grande in modo che non possa più salpare. Gli occupanti dichiarano di essere i pirati di Foxy e di essere alla ricerca di un duello. Tonjit si presenta: per dieci anni ha vissuto su un paio di trampoli fatti di bambù. Il gruppo però viene osservato di nascosto con un binocolo. |                   |                |
| 208 | I pirati di Foxy 「フォクシー海賊団とデービーバック！」 - Fokushi kaizoku dan to Dēbī Bakku! – "I pirati di Foxy ed il Davy Back!" | 7 novembre 2004   | 24 luglio 2008 |
| 208 | Tonjit invita Rufy, Usop e Chopper a casa sua e racconta loro di fare parte di una tribù di nomadi. Spiega che l'isola è formata da esseri viventi dalla forma allungata per via delle pianure, ma la spiegazione non soddisfa il gruppo. Inoltre l'isola ha la forma di un anello, ma per la maggior parte del tempo la marea sommerge le parti più basse dandogli l'aspetto di un arcipelago formato da dieci isole. Una volta all'anno la marea si abbassa eccezionalmente e ogni tre anni la tribù migra da un atollo all'altro. I tre pirati fanno notare a Tonjit che la sua cavalla Shelly lo ha atteso per tutti e dieci gli anni. Tonjit decide di cavalcarla ed entrambi si divertono, finché qualcuno lancia una rete alle zampe per catturarla. Si tratta di Foxy, a capo di una ciurma numerosa. Rufy decide di attaccarlo, ma Foxy lo sfida al Davy Back Fight una serie di gare in cui in palio ci sono i propri compagni. Rufy intenzionato a vendicare Tonjit e l'animale accetta immediatamente. Le regole sono semplici. Rufy accetta di sostenere tre round. |                   |                |
| 209 | La prima sfida 「第一回戦！ぐるり一周ドーナツレース」 - Dai ichi kaisen! Gururi isshū Dōnatsu Rēsu – "Primo round! La Donut Race di un giro" | 14 novembre 2004  | 25 luglio 2008 |
| 209 | La ciurma di Rufy compila l'elenco dei partecipanti per ciascuna prova del Davy Back Fight. La prima sfida consiste nel navigare attorno all'isola a bordo di navi fatte di tre botti e due remi. I pirati di Rufy si dividono in tre gruppi, mentre i compagni di Foxy salgono su sette diverse imbarcazioni. Non appena viene dato il via i pirati di Foxy iniziano a utilizzare qualsiasi metodo per eliminare gli avversari. Un'imbarcazione rilascia numerose botti esplosive, ma Zoro le rispedisce al mittente distruggendo la nave nemica. Altre navi raggiungono Sanji, Rufy, Zoro e Chopper proponendo loro cibo, alcol e compagnia femminile. Kapoty invece attacca il gruppo di Nami con il karate degli uomini pesce, ma Robin si vendica usando i suoi poteri su Kapoty e Monda. Sanji e Rufy accorrono in soccorso dei loro compagni, mentre Zoro distrugge due navi avversarie. L'esplosione però investe anche la sua nave, perciò la sua squadra viene squalificata. Rufy inizia a utilizzare un pezzo di legno e i suoi poteri per trasformarsi in una specie di elica e portare la sua barca e quella di Nami in testa. Le tre imbarcazioni rimaste si avvicinano a una zona piena di ostacoli e vortici, mentre Foxy si prepara a interferire nella competizione. |                   |                |
| 210 | Le interferenze di Foxy 「銀ギツネのフォクシー！猛烈妨害攻勢」 - Gin Gitsune no Fokushi! Mōretsu bōgai kōsei – "Foxy la volpe argentata! Una violenta intrusione" | 21 novembre 2004  | 28 luglio 2008 |
| 210 | Le tre imbarcazioni rimaste in gara si avvicinano a una zona piena di coralli che spuntano dall'acqua e attorno ai quali le correnti sono intricate. La Cutie Wagon cerca di avventurarvisi, ma viene scagliata all'indietro. Nami invece intuisce quale sia l'ingresso corretto e si fa seguire dalla barca di Sanji: entrambe attraversano la zona senza fatica spinti dalle correnti favorevoli. L'ostacolo successivo un gigantesco vortice, viene superato grazie all'Impact Dial di Usop. La barca di Sanji e Rufy si spezza durante il volo e perciò viene squalificata. L'imbarcazione dei pirati di Foxy invece, supera entrambi grazie alla combinazione dei muscoli di Kapoty e delle coda di Monda, grazie ai quali i due riescono a contrastare le correnti avverse. Foxy cerca ancora di ostacolare la barca dei suoi avversari in altri modi: piazzando una falsa deviazione sul percorso, travestendosi e aggiungendo un finto traguardo, ma Nami non si lascia ingannare. Foxy allora decide di ricorrere al suo frutto del diavolo, con cui spara un raggio verso il gruppo di Nami. La Cutie Wagon vince il primo round. Nami cerca di capire come sia stato possibile e Rufy le spiega che all'improvviso la sua imbarcazione ha rallentato lasciandosi superare. Foxy rivela di avere ingerito il frutto Noro Noro, grazie al quale può emettere dei raggi in grado di rallentare qualsiasi cosa per trenta secondi. Foxy decide di prendere nella sua ciurma Chopper. Dopodiché ha inizio il secondo round del Davy Back Fight a cui Zoro e Sanji parteciperanno senza l'aiuto di Chopper. Gli sfidanti dei compagni di Rufy sono tre esseri molto più grandi di loro. |                   |                |
| 211 | Sanji e Zoro alle prese con il secondo round 「第二回戦！ブチ込めグロッキーリング」 - Fai ni kaisen! Buchi kome Gurokkī Ringu – "Secondo round! Lancio nel Groggy Ring" | 28 novembre 2004  | 29 luglio 2008 |
| 211 | Il secondo round del Davy Back Fight sta per avere inizio, ma Zoro deve lasciare ai compagni le sue spade perché le armi non sono permesse. Quando la gara comincia, Pickles si scaglia contro Sanji, che schiva l'attacco e si lancia contro Big Pan. Questo però ha la pelle viscida per via della sua discendenza e perciò Sanji perde lo slancio, finendo per farsi colpire ed essere scagliato verso il proprio canestro. Hamburg lo afferra al volo e si prepara a passarlo a Pickles, che nel frattempo travolge Zoro; con un gioco di squadra perfettamente coordinato, Sanji passa da una mano all'altra. Prima che Hamburg possa fare punto, Zoro solleva Pickles e glielo scaglia addosso, mentre Sanji si libera dalla presa di Hamburg e gli sferra uno dei suoi calci. I due compagni di Foxy si scontrano e perdono i sensi. Big Pan attacca i due rivali cercando di schiacciarli con le suole delle scarpe, che hanno punte in ferro. Big Pan inizia a utilizzare anche un'ascia enorme. I compagni di Rufy cercano di passare al contrattacco, ma ricominciano a scivolare sulla pelle viscida di Big Pan. Inoltre Hamburg e Pickles si rialzano e si sono armati: Hamburg indossa due tirapugni e due placche metalliche sui gomiti, mentre Pickles ha attaccato alcune punte di metallo sulle placche che porta sulle spalle. Big Pan lancia Zoro a mezz'aria e Hamburg lo colpisce facendolo schiantare a terra e poi lanciandoglisi addosso. Sanji invece viene colpito da tutti e tre i nemici a ripetizione. Zoro e Sanji, feriti e stanchi di subire attacchi, decidono di collaborare. |                   |                |
| 212 | Sfida sul Groggy Ring 「レッドカード連発！グロッキーリング」 - Reddo Kādo renpatsu! Gurokkī Ringu – "Successione rapida di cartellini rossi! Il Groggy Ring" | 5 dicembre 2004   | 30 luglio 2008 |
| 212 | Zoro e Sanji si rialzano, disposti a collaborare per vincere il secondo round del davy back fight e per riprendere Chopper nella ciurma. I tre avversari allora sfoderano nuove armi: mazze, spade e piastre di metallo con cui schiacciare gli sfidanti. I due compagni di Rufy non si lasciano intimorire e partono al contrattacco. Sanji sferra numerosi calci a Hamburg, scagliandolo fra le piastre metalliche che Big Pan sta schiacciando e sconfiggendolo. Zoro ferma l'avanzata rotante di Pickles e lo lancia contro Big Pan, facendo in modo che venga ferito dalle spade di Pickles. Big Pan indietreggia notevolmente e Sanji lo attacca alle spalle, lasciando Big Pan immobile in piedi ma quasi privo di sensi. Sanji si sbarazza anche di Pickles. Dei tre pirati di Foxy è rimasto solo Big Pan, che è ancora immobile. Sanji utilizza una gamba per lanciare Zoro ad alta velocità verso il volto di Big Pan. Zoro lo afferra per i denti e lo trascina nel canestro e vince la sfida. Rufy ottiene il diritto di reclamare Chopper. Nami propone a Rufy di scegliere Foxy in modo che non possa interferire durante il terzo round al termine del quale in caso di vittoria, si riprenderanno Chopper. Robin però gli fa notare che in questo modo Foxy si unirebbe alla ciurma definitivamente. Per questo Rufy sceglie la cavalla che Foxy aveva rubato a Tonjit, pianificando di riprendersi Chopper al termine del terzo round. |                   |                |
| 213 | Sfida sui pattini 「第三回戦! ぐるぐるローラーレース!」 - Dai san kaisen! Guru guru Rorrā Rēsu! – "Terzo round! Il folle Roller Race!" | 12 dicembre 2004  | 31 luglio 2008 |
| 213 | La terza sfida è una gara sui pattini a rotelle in cinque round da cinque minuti. In ciascuno di essi bisogna cerca di arrivare davanti, mentre altri membri dei due schieramenti possono provare a fermarli usando qualsiasi mezzo. Rufy insiste nel volere correre due volte e solo quando è troppo tardi scopre di non essere nemmeno capace di reggersi in piedi con i pattini. Durante la corsa contro Polluce, Robin riesce a farlo rotolare per un po' grazie ai suoi poteri, ma Girarin lo scaglia fuori dalla pista eliminandolo. Nel secondo round, Nami completa il primo giro, ma poi tutta la sua squadra viene addormentata da Polluce. Al risveglio, quando il tempo è scaduto, la ciurma di Rufy scopre che Uomo Muraglia, seppur lentissimo, ha fatto tutto il giro dell'arena aggiudicandosi il round. Nel terzo round Usop sembra non avere speranze contro Chiqicheetah, ma Rufy ha compreso come pattinare e si prepara ad aiutarlo. |                   |                |
| 214 | Il round roller alle battute finali 「白熱爆走レース! 最終ラウンド突入!」 - Hakunetsu Rēsu! Saishū raundo totsunyū! – "L'incandescente corsa esplosiva! Di corsa all'ultimo round" | 19 dicembre 2004  | 1º agosto 2008 |
| 214 | Nel terzo round della sfida sui pattini Chiqicheetah sembra non avere avversari, inoltre Rufy viene squalificato e Robin viene colpita dai raggi Noro Noro. Sanji allora elabora un'altra strategia: incarica Zoro di tagliare un pezzo dell'albero di cui prima Rufy stava mangiando un frutto e portarglielo. Zoro raggiunge l'albero pochi secondi prima che il round abbia termine, così lo taglia facendolo cadere sulla pista. Chiquicheetah, goloso dei suoi frutti esce dalla pista per mangiarli e viene squalificato. Usop così riesce a vincere. Nel quarto round si affrontano Robin e Jubei. Rufy, che ormai sa pattinare alla perfezione, raggiunge Jubei e lo colpisce, minacciandolo di farlo di nuovo se oserà rialzarsi. Nami inoltre, sottrae a Polluce il suo bastone e assieme a Usop distrae Foxy per impedirgli di usare i suoi poteri. In questo modo Robin vince senza difficoltà. Nell'ultimo round tocca di nuovo a Rufy, questa volta contro Girarin. Foxy utilizza dei tappi per le orecchie in modo da non farsi distrarre e colpisce in sequenza Usop, Nami e Rufy. Cerca di colpire anche Robin, che però esce dalla pista, lasciandosi squalificare in modo da non sembrare più una minaccia. Quando Foxy prova nuovamente a rallentare Rufy, Robin lo immobilizza e Rufy riesce a rimontare Girarin, vincendo il round e l'intera sfida. |                   |                |
| 215 | Due nuove sfide per Rubber e la sua ciurma 「うなる熱球剛球! 海賊ドッジボール!」 - Unaru nekkyū gōkyū! Kaizoku Dojjibōru! – "Lo stridente servizio veloce! Il dodgeball dei pirati!" | 9 gennaio 2005    | 4 agosto 2008  |
| 215 | Rufy decide di riprendersi Chopper e poiché il Davy Back Fight è terminato in pareggio, Foxy propone altre tre sfide a Rufy. Questi accetta, causando l'ira di Nami e Usop. La prima sfida è una gara a palla prigioniera con due palle chiodate accompagnata da numerosissime strane regole che Rockrossi provvederà a fare rispettare. La ciurma di Rufy elimina molti avversari finché di essi non rimane solo Foxy, ma in seguito iniziano a essere squalificati: Sanji si lascia eliminare dalle ragazze, Zoro viene squalificato per avere distrutto la palla e Chopper si sacrifica per proteggere Rufy da un colpo di rimbalzo. In campo rimangono solo i due capitani e Polluce riesce a rubare la palla a Rufy. I pirati di Foxy presenti all'esterno del campo la mescolano tra decine di finte palle e le scagliano tutte verso Rufy. Rufy le afferra tutte al volo e riceve in faccia la palla scagliata da Foxy, finendo per ingoiarla. Per quest'azione vietata viene squalificato, perciò la sua squadra perde la sfida. |                   |                |
| 216 | L'"uno due tre stella" dei pirati 「断崖の決戦! だるまさんがころんだ!」 - Dangai no kessen! Daruma-san ga koron da! – "Match finale sull'orlo! Dodge, touch, Dharma-san!" | 9 gennaio 2005    | 5 agosto 2008  |
| 216 | Foxy decide di prendere con sé nella sua ciurma Robin, perché si è reso conto che è pericolosa per i round successivi. Dopodiché viene presentata la seconda sfida. Si tratta di una gara a un, due, tre, stella in cui partecipano sei membri per ogni ciurma, ma i pirati di Rufy sono costretti a correre solo in 5. Vincerà la squadra che raggiungerà per prima Tonjit, posizionato alla fine del percorso. Non appena la gara ha inizio, tutti i giocatori cominciano a correre a grande velocità, compresi Zoro e Sanji che però continuano a litigare. Big Pan e Pickles scagliano addosso a loro un gigantesco masso, ma i due lo dividono a metà e lo rispediscono ai mittenti proprio mentre Tonjit si volta. I due compagni di Foxy non possono muoversi e vengono colpiti in pieno, finendo per essere eliminati. Zoro si perde nonostante il percorso sia lineare; Sanji invece trova una scorciatoia e raggiunge il gruppo di testa, formato da Chiqicheetah, Hamburg e Polluce. Kapoty invece decide di attaccare Nami, Chopper e Usop e spicca un salto proprio mentre Tonjit si gira. Per questo viene squalificato e cade a terra senza riuscire a colpire i suoi nemici. Quando la gara riprende, Hamburg e Polluce si fermano per affrontare Sanji e permettere a Chiqicheetah di vincere. All'ultimo secondo Tonjit starnutisce addosso a Chiqicheetah che, disgustato, si pulisce immediatamente il viso e viene eliminato. In seguito Sanji colpisce Hamburg, che rimane aggrappato alla scogliera mentre Polluce precipita. Sanji torna indietro per salvare Polluce anziché toccare Tonjit e si getta in acqua. Usop, Chopper e Nami superano Hamburg e si preparano a toccare Tonjit, ma Hamburg riesce a risalire sul percorso; proprio in quel momento anche Zoro lo raggiunge e lo colpisce con un calcio. Hamburg viene scagliato addosso a Nami, Usop e Chopper e li schiaccia e poi sviene, ma la sua mano tocca involontariamente Tonjit e vince. |                   |                |
| 217 | Combattimento finale tra i capitani 「キャプテン対決! 最終戦コンバット!」 - Kyaputen taiketsu! Saishū sen konbatto! – "Confronto tra capitani! L'ultimo combattimento!" | 16 gennaio 2005   | 6 agosto 2008  |
| 217 | Foxy avendo vinto la sfida a un, due, tre, stella decide di prendere di nuovo Chopper. Rufy, avendo perso due compagni, pianifica di giocare di nuovo al Davy Back Fight quando la terza sfida sarà terminata. Foxy però non accetta la proposta, spiegando che lui e la sua ciurma sono ormai stanchi per quel giorno. Nami allora fa un'altra offerta a Foxy: se dovesse vincere l'ultima sfida potrà reclutare i 5 pirati di Rufy rimasti, ma se dovesse perdere restituirà sia Chopper che Robin. Foxy rilancia proponendo di mettere in palio 500 membri e la ciurma di Rufy accetta. L'ultima sfida, il combattimento, verrà disputata a bordo della sexy Foxy. Tutto ciò che si trova sulla nave è utilizzabile. Usop accompagna Rufy nello spogliatoio e trova al suo interno una parrucca afro, così gliela fa indossare sostenendo che lo renda più forte. Quando lo scontro ha inizio, Foxy utilizza il raggio Noro Noro in vari modi. Rallenta Rufy per poi tempestarlo di pugni e rallenta bombe e palle di cannone in modo che in seguito lo colpiscano contemporaneamente. |                   |                |
| 218 | Rubber e i travestimenti di Foxy 「全開ノロノロ攻撃 VS 不死身のルフィ」 - Zenkai Noro Noro kōgeki VS fujimi no Rufi – "Il raggio Noro Noro a massima potenza contro Rufy l'invicibile" | 23 gennaio 2005   | 7 agosto 2008  |
| 218 | Rufy è scampato all'esplosione all'ultimo istante e perciò torna ad attaccare Foxy. Questi usa il fumo causato dalle esplosioni precedenti per nascondersi ed effettuare attacchi a sorpresa, ma viene colpito e perciò decide di ricorrere a trucchi come fare cadere Rufy in una botola in modo che finisca in mare. Nel frattempo inoltre, corre a nascondersi sottocoperta, dove si trovano numerose altre trappole pronte. La prima è una stanza con il pavimento pieno di spine mortali, ma Rufy non vi entra nemmeno. In seguito Foxy si traveste ogni volta ingannando Rufy e cogliendolo di sorpresa con i suoi attacchi. Rufy viene scagliato in una stanza dove si trova un macchinario semovente che tira pugni in grado di dare fuoco a ciò che colpiscono. L'attacco, combinato con i raggi Noro Noro riesce a metterlo in difficoltà. Rufy distrugge lo specchio con un pugno, ma viene colpito da un raggio Noro Noro e da numerosi pugni. Allo scadere dei trenta secondi il combattimento prosegue sul ponte nonostante Rufy sia in seria difficoltà. Foxy utilizza ancora il suo frutto del diavolo, ma ogni volta Rufy si rialza, deciso a non perdere i propri compagni. |                   |                |
| 219 | Vittoria finale 「壮絶熱闘コンバット！運命の最終決着」 - Souzetsu nettō konbatto! Unmei no saishū kecchaku – "Combattimento puro! Il finale decisivo" | 30 gennaio 2005   | 8 agosto 2008  |
| 219 | Rufy continua a combattere nonostante si regga a malapena in piedi. Foxy utilizza in continuazione il suo raggio noro noro per rallentarlo e colpirlo. Mentre è a terra per l'ennesima volta, Rufy nota un oggetto che potrebbe servirgli e lo raccoglie. Non appena Foxy utilizza di nuovo il suo potere il raggio lo colpisce: l'oggetto raccolto da Rufy era infatti un pezzo di specchio, con cui ha riflesso l'attacco. Poiché Foxy non può difendersi, Rufy lo colpisce e allo scadere dei trenta secondi viene scagliato fuori dal ring, perdendo la sfida. Rufy si riprende Chopper e Robin oltre a 497 membri della ciurma di Foxy, ma questi ultimi li lascia immediatamente liberi di tornare da Foxy. Si fa poi consegnare il Jolly Roger degli sconfitti. La ciurma di Rufy raggiunge Tonjit, ma all'improvviso una talpa gigantesca sbuca dal terreno con a bordo Rittonto. Rittonto si rende disponibile a trasportare Tonjit e la cavalla nel punto in cui si trova il resto della tribù. La ciurma salpa poi da Long Ring Long Land. |                   |                |
| 220 | Perdita di memoria 「失った? 奪われた? おまえはだれだ?」 - Ushinatta? Ubawa re ta? Omae wa dare da? – "Hai perso la memoria? Ti è stata portata via? Chi sei tu?" | 6 febbraio 2005   | 11 agosto 2008 |
| 220 | Durante la notte, mentre tutti salvo Robin dormono, appare sulla Going Merry Dorimo che suona un flauto cavalluccio marino. Il mattino dopo, con grande stupore da parte di Robin, tutti i suoi compagni hanno dimenticato i giorni passati nella ciurma di Rufy. Robin cerca di convincere i vari membri di essere compagni, ma loro non si fidano. Nami trova l'oro sulla nave e decide di tornare a coco, così sbarca sull'isola vicina per stabilire un piano. Anche Zoro abbandona la nave e si dirige a nuoto verso la medesima isola. |                   |                |
| 221 | L'incontro con il ladro dei ricordi 「笛を抱いた謎の少年とロビンの推理!」 - Fue o idai ta nazo no shōnen to Robin no suiri! – "Il misterioso ragazzo con il flauto e la deduzione di Robin!" | 13 febbraio 2005  | 12 agosto 2008 |
| 221 | Robin deduce che solo coloro che dormivano sono stati privati dei loro ricordi. All'improvviso Rufy e gli altri ricordano di aver visto Dorimo con uno strano flauto, che deve essere quindi responsabile di quanto accaduto. Dorimo intanto incontra Nami sull'isola e le spiega che non ci sono navi in grado di riportarla nel mare orientale. La notte successiva Dorimo torna per rubare altri ricordi ai pirati, ma Robin sveglia tutti quanti per impedirglielo. Rufy infuriato attacca Dorimo e cade sul cavalluccio marino. Con l'urto esce da esso una nube blu che avvolge Rufy. Mentre Dorimo fugge, Rufy afferma di avere recuperato la memoria. |                   |                |
| 222 | Rubber ritrova la memoria 「いざ記憶を奪還せよ！海賊団島に上陸」 - Iza kioku o dakkan seyo! Kaizoku dan tō ni jōriku – "Riprendiamoci la memoria! I pirati sbarcano" | 20 febbraio 2005  | 13 agosto 2008 |
| 222 | Dopo avere recuperato la memoria, Rufy propone di andare subito alla ricerca di Zoro e Nami, ma Robin lo convince ad attendere l'alba. Durante la notte Sanji, Chopper e Usop si chiedono come mai si erano uniti alla ciurma, ripensando alle loro vite prima di prendere il mare. Il mattino dopo Usop costruisce una piccola barca con la quale sbarcano sull'isola, dove si riuniscono con Nami. Nonostante la diffidenza di Nami, riescono a convincerla a seguirli, nel tentativo di trovare Dorimo e farsi restituire i ricordi. Nel frattempo Dorimo raggiunge Zoro e prova a convincerlo, prima a parole e poi ipnotizzandolo ad affrontare Rufy. Robin decifra alcune antiche scritture e guida il suo gruppo verso un edificio chiamato palazzo del drago. |                   |                |
| 223 | Zoro sotto l'effetto dell'ipnosi 「牙をむくゾロ! 立ちはだかった野獣!」 - Kiba o muku Zoro! Tachihadakatta yajū! – "Zoro affila le sue zanne! Il duello con la bestia feroce!" | 27 febbraio 2005  | 14 agosto 2008 |
| 223 | Mentre il gruppo guidato da Robin si reca al palazzo del drago, Chopper e Usop finiscono per separarsi dagli altri. I due incontrano Zoro, che però li ignora perché cerca Rufy. Zoro prosegue seguito da Usop e Chopper finché non raggiunge gli altri; non appena si trova di fronte a Rufy, lo attacca senza dire una parola. Comincia lo scontro tra loro, mentre Robin guida il resto del gruppo fino alla cima della montagna. Durante la salita, Nami prova a convincere gli altri a smettere di seguire Robin, proponendogli invece di prendere la nave per tornare ai loro paesi natali. Sanji però li convince del fatto che prima devono comunque trovare Dorimo per farsi restituire i loro ricordi. Giunti sulla riva di un vasto lago, Dorimo si mostra di nuovo e infastidito dalla testardaggine dei pirati, decide di costringerli a uccidersi tra loro. Prima che riesca a ipnotizzarli, Sanji colpisce Dorimo e il cavalluccio marino, che emette la stessa nube blu emessa in precedenza. Quando Dorimo si rialza, fugge terrorizzato da Sanji, perché a rubare i ricordi è l'animale. Sanji allora si mette a prendere nuovamente a calci l'animale finché tutti i presenti a uno a uno, riacquistano la memoria. Proprio mentre i pirati si chiedono se anche Zoro sia stato liberato dall'ipnosi, Zoro li raggiunge. Sanji si prepara così ad affrontarlo per difendere i suoi compagni. |                   |                |
| 224 | Attacco finale al vero ladro di memorie 「本性を現した記憶泥棒の最後の逆襲！」 - Honshō o arawashi ta kioku dorobō no saigo no gyakushū! – "Il contrattacco finale del vero ladro di ricordi!" | 6 marzo 2005      | 18 agosto 2008 |
| 224 | Dorimo si dirige di corsa al suo villaggio. Là tutti hanno recuperato la memoria e festeggiano l'evento. In cima alla montagna, Sanji e Zoro iniziano a combattere, ma vengono presto interrotti da Rufy che era solo rimasto imprigionato sotto a un enorme masso. Anche Zoro, in realtà, ha recuperato la memoria. La ciurma è intenzionata a vendicarsi del cavalluccio marino, che quindi si gioca la sua ultima carta: emette una nube viola all'interno della quale la ciurma vede prima i propri cari e poi alcuni nemici che hanno sconfitto in passato. I pirati non riescono più a muoversi, così l'animale sottrae nuovamente tutti i loro ricordi. Si ingigantisce e inizia a librarsi nell'aria, mentre la ciurma riesce a muoversi di nuovo. Rufy decide di salire a bordo dello strano drago che vede e si avvolge attorno a lui. La forza con cui lo stringe fa uscire ancora una volta il fumo blu dal cavalluccio, per cui Rufy si riprende i propri ricordi. Infuriato, Rufy lo scaglia oltre l'orizzonte e così facendo anche i suoi compagni recuperano la memoria. Sulla via del ritorno verso la Going Merry, la ciurma inizia a fantasticare riguardo a premi in denaro alcol, statue di bronzo e gloria che riceveranno dagli abitanti, tuttavia vengono accusati da Dorimo di essere i responsabili dell'amnesia della popolazione, così sono costretti a fuggire dall'isola. |                   |                |
| 225 | Rubber in aiuto di Foxy 「誇り高き男！銀ギツネのフォクシー」 - Hokori takaki otoko! Gin gitsune no Fokushi – "L'uomo dell'orgoglio! La volpe argentata, Foxy" | 13 marzo 2005     | 19 agosto 2008 |
| 225 | Durante una tempesta i pirati di Rufy avvistano una barca con a bordo Foxy, Polluce ed Hamburg in seria difficoltà. Rufy li recupera poco prima che un'onda travolga la loro imbarcazione e permette loro di salire a bordo. Il giorno successivo Hamburg avvista la sexy foxy e la Going Merry la abborda. Foxy consente a tutti i presenti di tornare a fare parte dei pirati di Foxy, ma i compagni di Rospo respingano il raggio noro noro con le loro spade e Foxy rimane immobilizzato. Hamburg interviene in difesa di Foxy, ma Rospo prende Polluce in ostaggio. Per questo Foxy smette di difendersi e viene colpito ripetutamente, finché Rufy non decide di intervenire in suo soccorso. I compagni di Rospo partono all'attacco, ma anche il resto della ciurma di Rufy inizia a combattere e lo scontro è di breve durata. Foxy invece di ringraziare i suoi salvatori, li colpisce con il raggio noro noro e li fa precipitare in una botola. |                   |                |
| 226 | Foxy, l'uomo quasi invincibile 「最も無敵に強い奴? と最も危険な男!」 - Mottomo muteki ni tsuyoi yakko? To mottomo kiken na otoko! – "Questo ragazzo è veramente invincibile? L'uomo più pericoloso!" | 20 marzo 2005     | 20 agosto 2008 |
| 226 | Foxy si prepara a vendicarsi per l'umiliazione subita nel Davy Back Fight per mano di Rufy. Rufy e i suoi compagni si ritrovano nella stiva della Sexy Foxy ed entrano in una stanza. Foxy cerca di colpire Rufy mentre è distratto, ma Zoro lo protegge. Foxy utilizza il raggio noro noro e immobilizza Sanji e Zoro, dopodiché fugge; Rufy, Nami e Usop lo inseguono, ma quest'ultimo viene bloccato da alcuni uomini. Nami raggiunge Rufy in una stanza i cui ingressi vengono bloccati. Al suo interno si trovano anche Foxy, Polluce e Hamburg alla guida di due macchinari capaci di sferrare numerosi colpi al secondo e il cui attrito con l'aria li fa infiammare. Nami allora utilizza il clima-tact per fare piovere sui marchingegni in modo che i colpi non siano più infuocati, così Rufy lo distrugge. Come punizione, Rufy costringe Foxy a riaccettare gli ammutinati nella sua ciurma, dopodiché i pirati di Rufy se ne vanno. Foxy però decide di inseguirli per riconquistare il proprio jolly roger. La ciurma di Rufy sbarca su un'isola disabitata e inizia a raccogliere provviste. Dopo l'ennesimo tentativo fallito da parte di Foxy di ottenere la sua vendetta, Rufy e i suoi compagni proseguono l'esplorazione dell'isola. Giunti in una radura, si trovano di fronte Aokiji e Robin si spaventa perché lo riconosce. |                   |                |
| 227 | L'incredibile potere dell'ammiraglio Aokiji 「海軍本部大将青キジ! 最高戦力の脅威」 - Kaigun honbu Taishō Aokiji! Saikō senryoku no kyōi – "L'ammiraglio della Marina Aokiji! Il segreto del potere più grande" | 27 marzo 2005     | 21 agosto 2008 |
| 227 | Robin spiega ai suoi compagni che solo tre persone nella marina sono ammiragli e che essi prendono ordini solo da Sengoku. Aokiji spiega di non essere lì per catturarli, ma solo per essere sicuro che Robin sia entrata nella ciurma di Rufy. All'improvviso alcuni uomini sbucano dalla foresta: si tratta di naufraghi che da alcuni giorni non mangiano. Per questo Chopper cura le loro ferite e Sanji prepara loro da mangiare. Aokiji decide di aiutarli a raggiungere un'isola popolata in modo che possano raggiungere la loro patria facendo ricorso al suo frutto Gelo Gelo. Tutti raggiungono la spiaggia e Aokiji si avvicina all'acqua. Un enorme re del mare sbuca dal nulla deciso a mangiarsi Aokiji, ma l'ammiraglio lo congela istantaneamente assieme al mare fino all'orizzonte. I naufraghi ringraziano tutti quanti e si allontanano. In seguito Aokiji cambia idea e inizia a credere che sia il caso di sconfiggere tutti i pirati. Secondo Aokiji Robin è pericolosa e nel corso della sua vita ha tradito tutti coloro che la circondavano, causandone la disfatta. Inoltre lui nota molto la somiglianza fra Rufy e suo nonno. Robin infuriata lo attacca con il suo potere, ma Aokiji sopravvive. Zoro, Sanji e Rufy intervengono in difesa di Robin, ma Aokiji congela i loro arti e poi abbraccia Robin, congelandola completamente. |                   |                |
| 228 | Sfida di ghiaccio tra Rubber e Aokiji 「ゴムと氷の一騎打ち! ルフィvs青キジ」 - Gomu to kōri no ikkiuchi! Rufi VS Aokiji – "Gomma e ghiaccio uno contro l'altro! Rufy contro Aokiji" | 27 marzo 2005     | 22 agosto 2008 |
| 228 | Aokiji cerca di uccidere Robin rompendola mentre è coperta di ghiaccio, ma la ciurma riesce a portarla in salvo. Rufy ordina a Chopper e Usop di trasportarla fino alla Going Merry per utilizzare l'acqua calda della doccia per scongelarla; inoltre ordina agli altri compagni di non attaccare Aokiji. Ha infatti deciso di affrontare Aokiji da solo e non desidera intromissioni. Sanji, Nami e Zoro tornano alla nave e spiegano la situazione ai loro compagni. Rufy colpisce Aokiji, ma questo non accusa il colpo per via del potere del suo frutto Rogia. Subito dopo Aokiji attacca Rufy, congelandolo. In questo modo il duello ha immediatamente fine. Rimasto da solo Aokiji se ne va, perché perderebbe l'onore se attaccasse i compagni di Rufy. Inoltre Rufy si è occupato di Crocodile al posto suo, e quindi sono pari. Zoro e Sanji tornano sul luogo del combattimento per verificarne l'esito e trovano Rufy congelato, così decidono di portarlo alla nave per scongelarlo. Chopper riesce a salvare entrambi i suoi compagni e la ciurma decide di rimanere ancorata per altri quattro giorni. Dopo tre giorni di navigazione, la Going Merry si imbatte in una rana che sta nuotando a stile libero e Rufy ordina immediatamente di inseguirla perché vuole mangiarla. All'improvviso la nave si incaglia contro un ostacolo apparentemente invisibile e una campana inizia a suonare minacciosamente. Nami comprende la situazione e ordina a tutti di spostare la nave prima che sia troppo tardi. |                   |                |

## DVD

### Giappone
Gli episodi della settima stagione di One Piece sono stati distribuiti in Giappone anche tramite DVD, tre per disco, dal febbraio del 2006.
| N° | Data             | Dischi | Episodi | Extra | Fonte  |
| -- | ---------------- | ------ | ------- | ----- | ------ |
| 1  | 1º febbraio 2006 | 1      | 196-198 | /     | [ 2 ]  |
| 2  | 1º marzo 2006    | 1      | 199-201 | /     | [ 3 ]  |
| 3  | 5 aprile 2006    | 1      | 202-204 | /     | [ 4 ]  |
| 4  | 3 maggio 2006    | 1      | 205-207 | /     | [ 5 ]  |
| 5  | 7 giugno 2006    | 1      | 208-210 | /     | [ 6 ]  |
| 6  | 5 luglio 2006    | 1      | 211-213 | /     | [ 7 ]  |
| 7  | 2 agosto 2006    | 1      | 214-216 | /     | [ 8 ]  |
| 8  | 6 settembre 2006 | 1      | 217-219 | /     | [ 9 ]  |
| 9  | 11 ottobre 2006  | 1      | 220-222 | /     | [ 10 ] |
| 10 | 8 novembre 2006  | 1      | 223-225 | /     | [ 11 ] |
| 11 | 6 dicembre 2006  | 1      | 226-228 | /     | [ 12 ] |